# Holthuizen (Zevenaar)
Holthuizen, ook wel Groot-Holthuizen, is een buurtschap in de Nederlandse gemeente Zevenaar, gelegen in de provincie Gelderland. Het ligt tussen Zevenaar en Babberich. Groot-Holthuizen is een van de nieuwste wijken van de gemeente Zevenaar. Het is een jonge wijk met een eigen buurthuis, basisschool en een locatie van het Liemers College Zevenaar. Er wonen ongeveer 4000 mensen.
Stad: Zevenaar      Dorpen: Aerdt · Angerlo · Babberich · Giesbeek · Herwen · Lathum · Lobith · Oud-Zevenaar · Pannerden · Spijk · Tolkamer

Buurtschappen: Aerdenburg · Bahr · Bevermeer · Bingerden · Geitenwaard · Holthuizen · Kijfwaard · Kwartier · Ooy · Oud-Dijk (deels) · Tuindorp · Veldhuizen · Zweekhorst

Voormalige gemeenten: Angerlo · Rijnwaarden

Gelderland: Steden en dorpen in Gelderland      Nederland: Provincies · Gemeenten